# Kaštel v Dolné Krupé
Kaštel v Dolné Krupé (maďarsky Alsókorompa, německy Unterkrupa, nazývaný také Brunswickovský kaštel podle rodu Brunswicků) je klasicistní kaštel z 18. století, který se nachází v obci Dolná Krupá asi 10 km severně od města Trnava.

## Historie

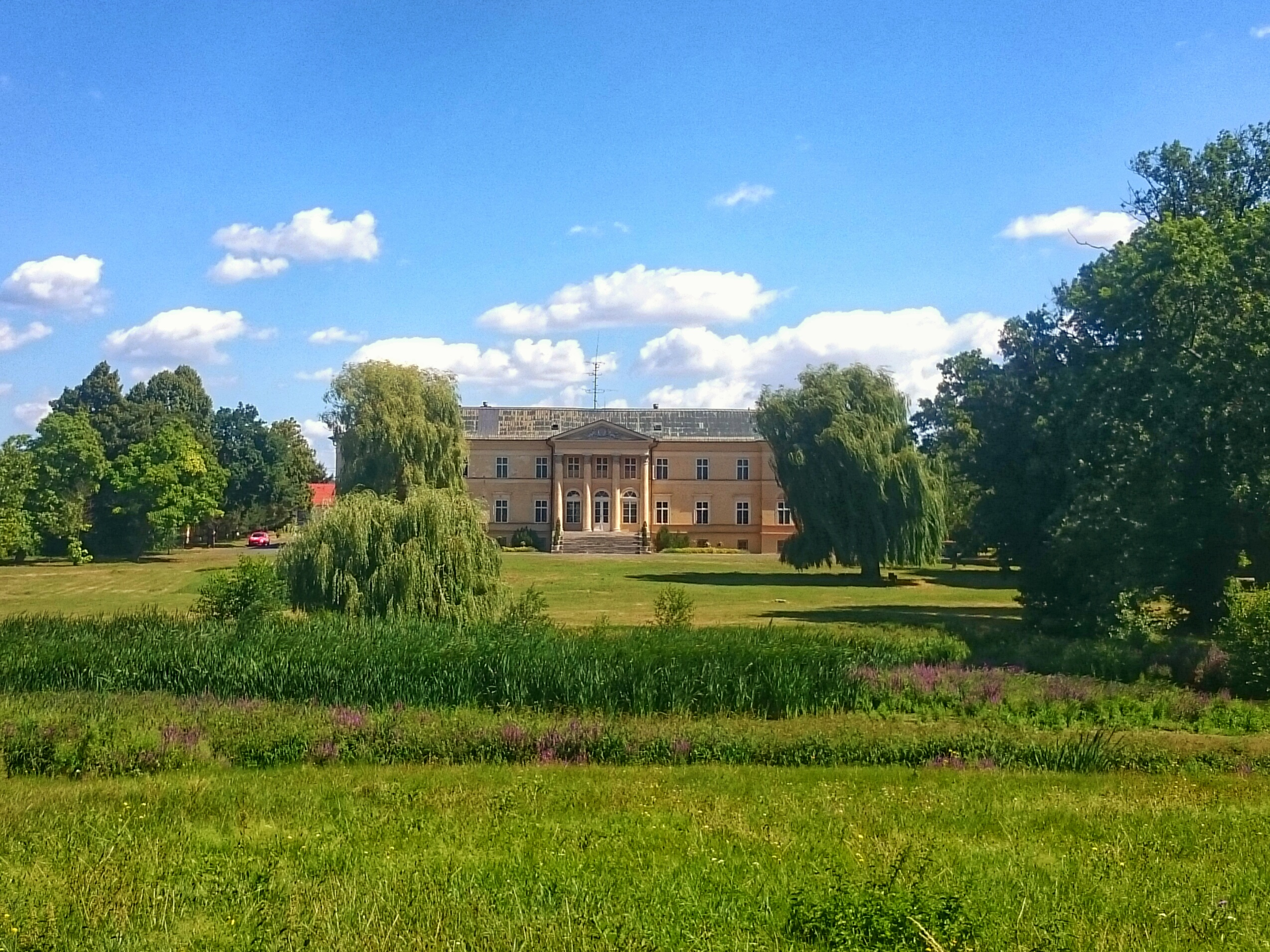
Zámecký park

Klasicistní kaštel z let 1793–1795 stojí na místě staršího, pravděpodobně z první poloviny 18. století. Vybudoval jej vídeňský stavitel Hausmann pro rodinu Brunšvíkovců (Brunswick de Korompa). Roku 1820 jej částečně upravil antickými prvky A. P. Rieglem. 
K zámku náleží také rozsáhlý anglický park z první třetiny 19. století od belgického architekta H. Nebbiena. V letech 1800–1801 a 1806 navštívil zámek hudební skladatel Ludwig van Beethoven, který působil jako učitel hudby hudebně velmi nadaných sester Terezie a Josefíny Brunswickových. Existuje také domněnka, že zde během svého pobytu zkomponoval slavnou sonátu č. 14. "Měsíční svit", opus 27.[zdroj?] V zahradním domku, kde byl ubytován, byl zřízen jeho památník s malou expozicí. 
Od poloviny 19. století do roku 1921 se ve vlastnictví zámku vystřídali Rudolf I. a Rudolf II. z uherské linie českého šlechtického rodu Chotků. V kaštelu žila i hraběnka Marie Henrieta Chotková (1863–1946), která zde zřídila známé rozárium.
Kaštel je významnou památkou klasicistního stavebního slohu, po renovacích 1978 zde sídlí Dům slovenských skladatelů s hudebním muzeem.